# Púlpito de la Catedral de San Cristóbal de La Laguna
El púlpito de la catedral de San Cristóbal de La Laguna realizado por el italiano Pasquale Bocciardo, es la obra de arte más reconocida de dicho templo. Es destacable por ser uno de los pocos púlpitos realizados en mármol que se conservan en las Islas Canarias (España). Es considerada además por los especialistas como la obra de arte realizada en mármol más importante y notable del archipiélago. Siendo también una de las obras cumbres de la escultura barroca en las islas.  

## Descripción
El púlpito está adosado a la tercera columna izquierda de la catedral, y está compuesto por un fulgurante ángel a modo de ástil que sostiene la tribuna del púlpito propiamente dicho. El ángel, de tamaño natural tiene un gran dinamismo, los pliegues de su túnica denotan que es de claro estilo barroco. Está subido sobre una pequeña nube y mira hacia arriba, hacia la tribuna que sostiene. En dicha tribuna están representados los cuatro evangelistas: Mateo, Marcos, Lucas y Juan, cada uno de ellos está representado junto a sus símbolos iconográficos: La figura humana o ángel, el león, el buey y el águila respectivamente. A la espalda del púpito se encuentra, enrollada en torno a la columna la escalera que lleva hasta él y en la parte superior está el tornavoz. En la base del conjunto, a los pies del ángel se encuentra una inscripción que habla del donante de la obra y del año de su ejecución.

## Historia
El comerciante Andrés José Jaime (uno de los hombres más ilustres de la ciudad de La Laguna) hizo el encargo de un púlpito de mármol de Carrara el 26 de agosto de 1763 para la parroquia de Nuestra Señora de los Remedios (actual catedral de San Cristóbal de La Laguna) al escultor genovés Pasquale Bocciardo. Este escultor pocos años después realizaría también en mármol el monumento del Triunfo de la Candelaria situado en Santa Cruz de Tenerife. El púlpito, se adquirió como en otras muchas obras de arte de la catedral de La Laguna debido a la necesidad que tuvo la entonces parroquia de convertirse en el futuro en una sede catedralicia rica en obras de arte.
El púlpito llegó a la isla de Tenerife cuatro años después del encargo, en 1767. La obra costó 800 pesos de la época. Esta valiosa obra de arte ha sido elogiada por grandes entendidos en arte que han visitado la isla y la catedral. Tal es el caso del francés André Pierre Ledrú, quien visitó Tenerife en 1796 y que lo consideró "una obra maestra de la escultura"; o el cronista Cipriano de Arribas y Sánchez quien lo describe como "un buen púlpito de mármol blanco (…); un majestuoso ángel también de mármol le sirve de sostén".
En la actualidad el púlpito de la catedral de La Laguna es considerado la obra de arte más importante del templo catedralicio conjuntamente con el retablo de Nuestra Señora de los Remedios, realizado también en estilo barroco y que es a su vez el retablo más grande de Canarias.

## Galería de imágenes

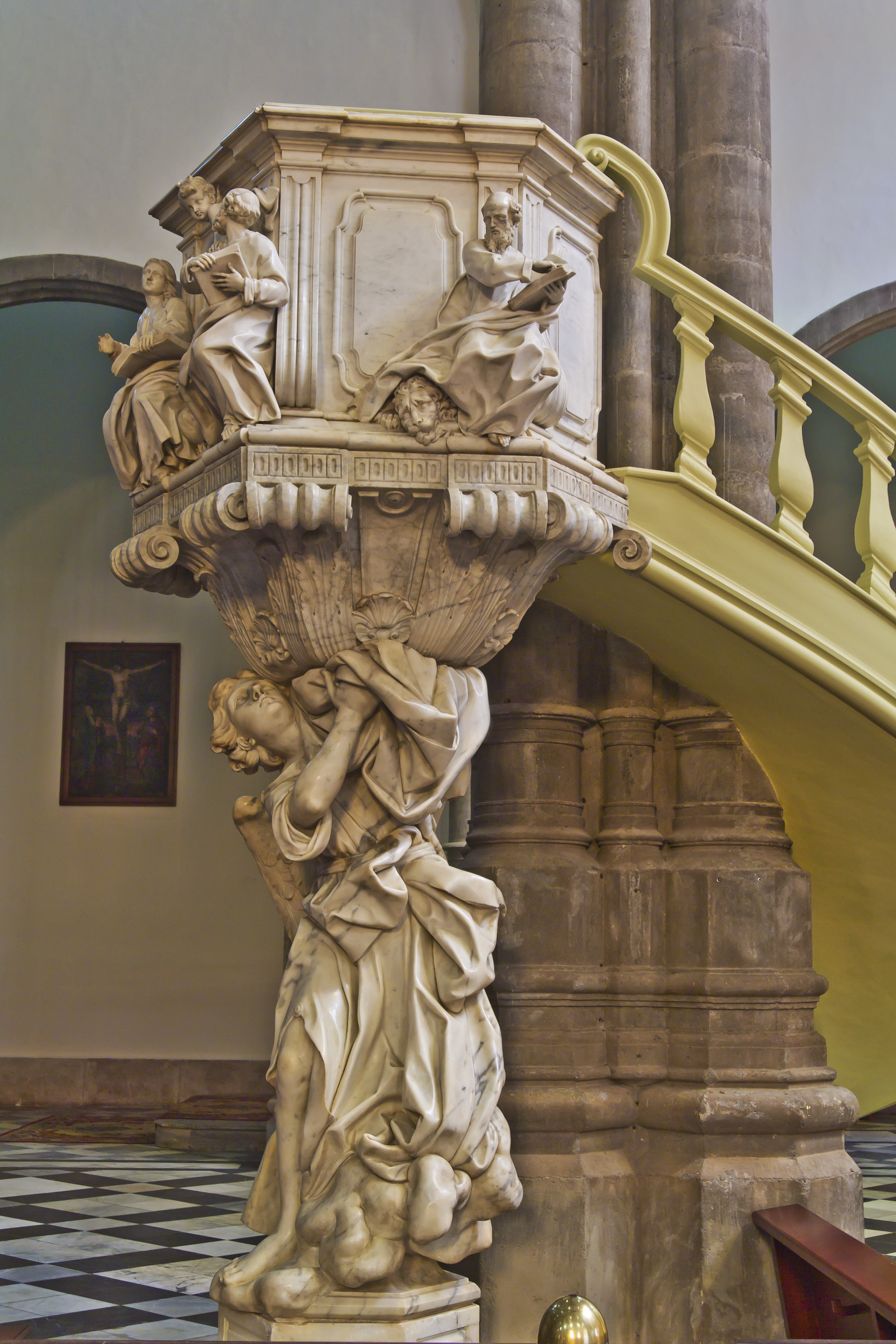
Vista lateral del púlpito.
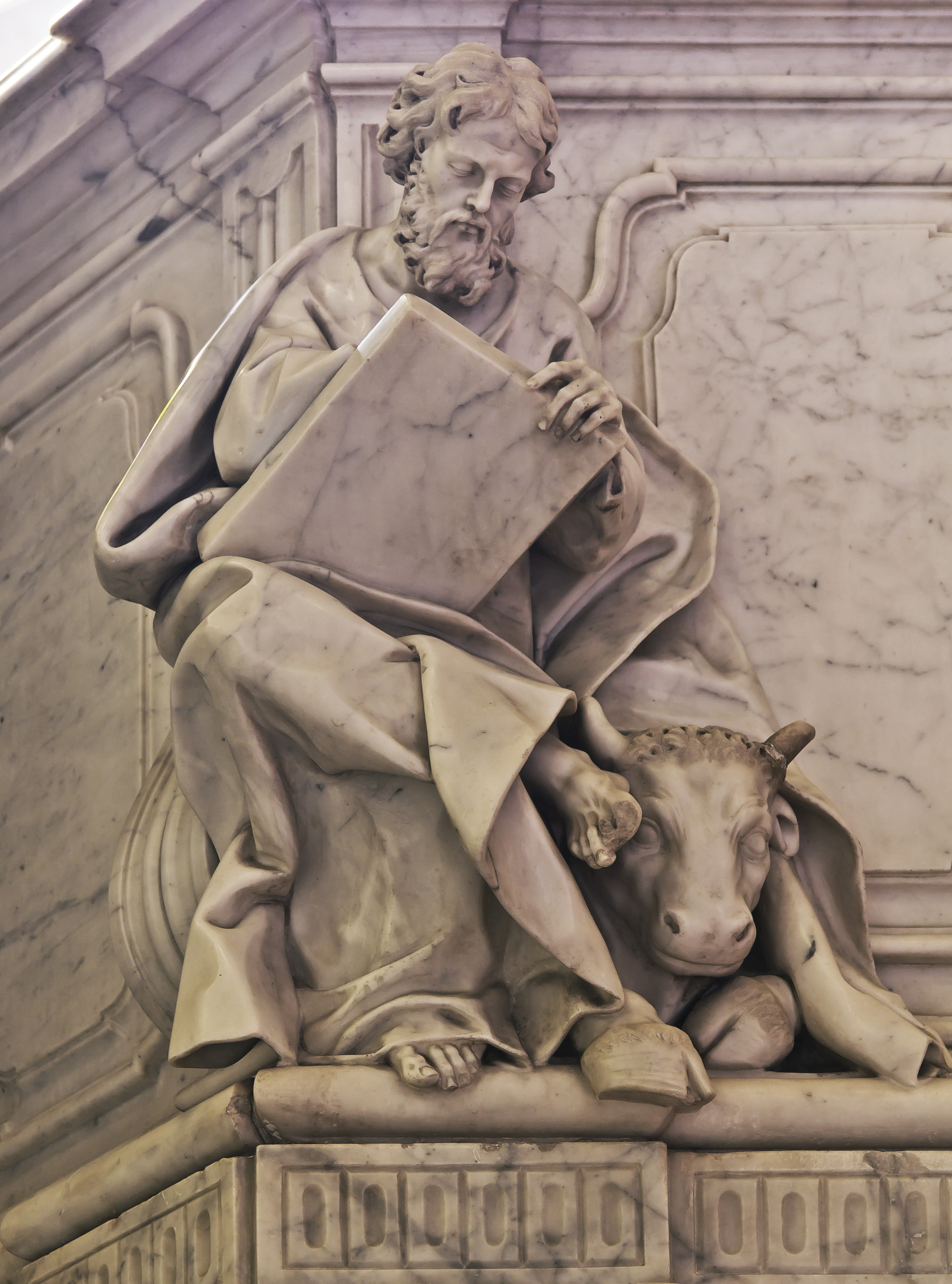
Detalle de San Lucas el Evangelista.
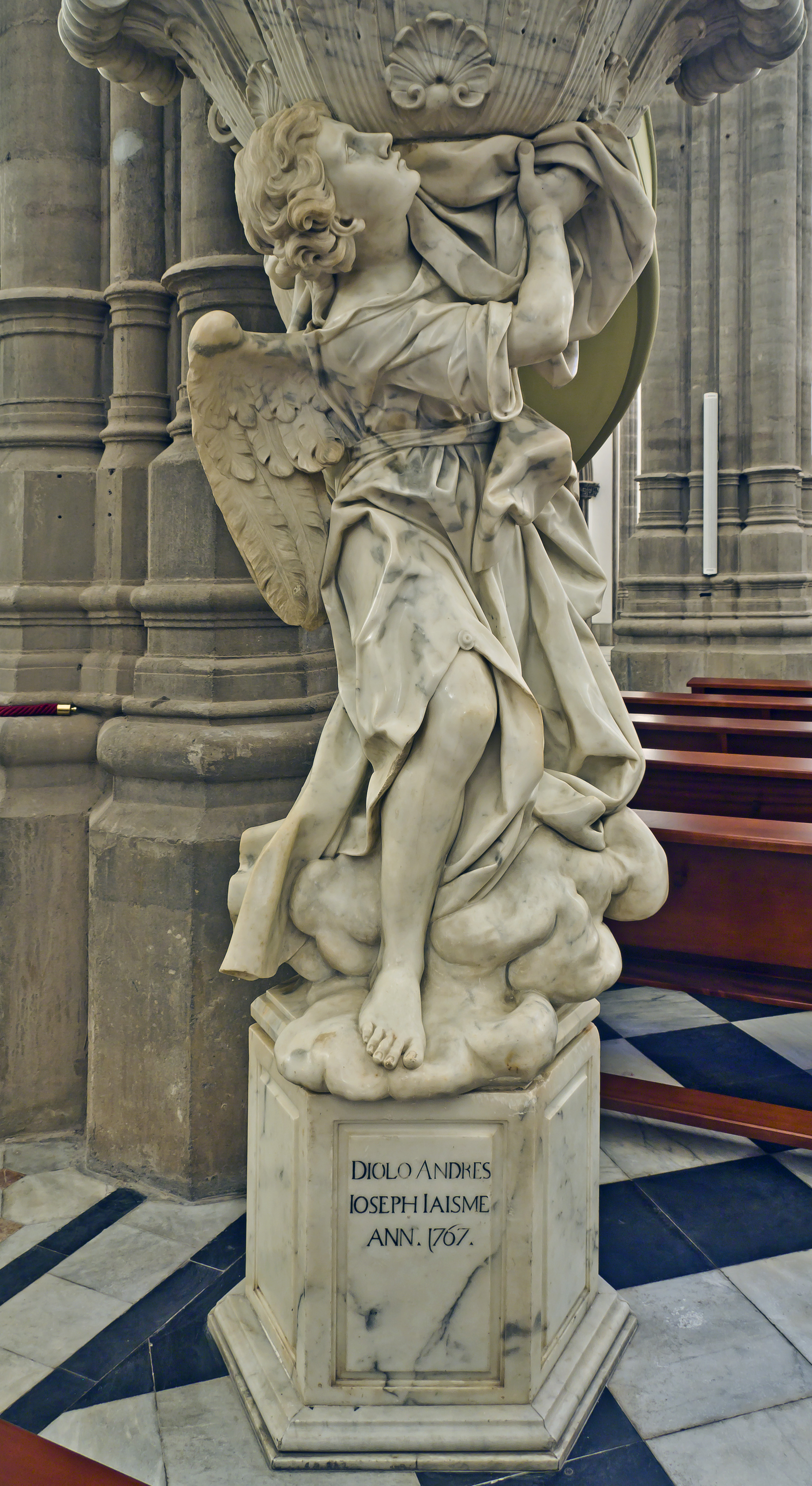
Detalle del ángel.
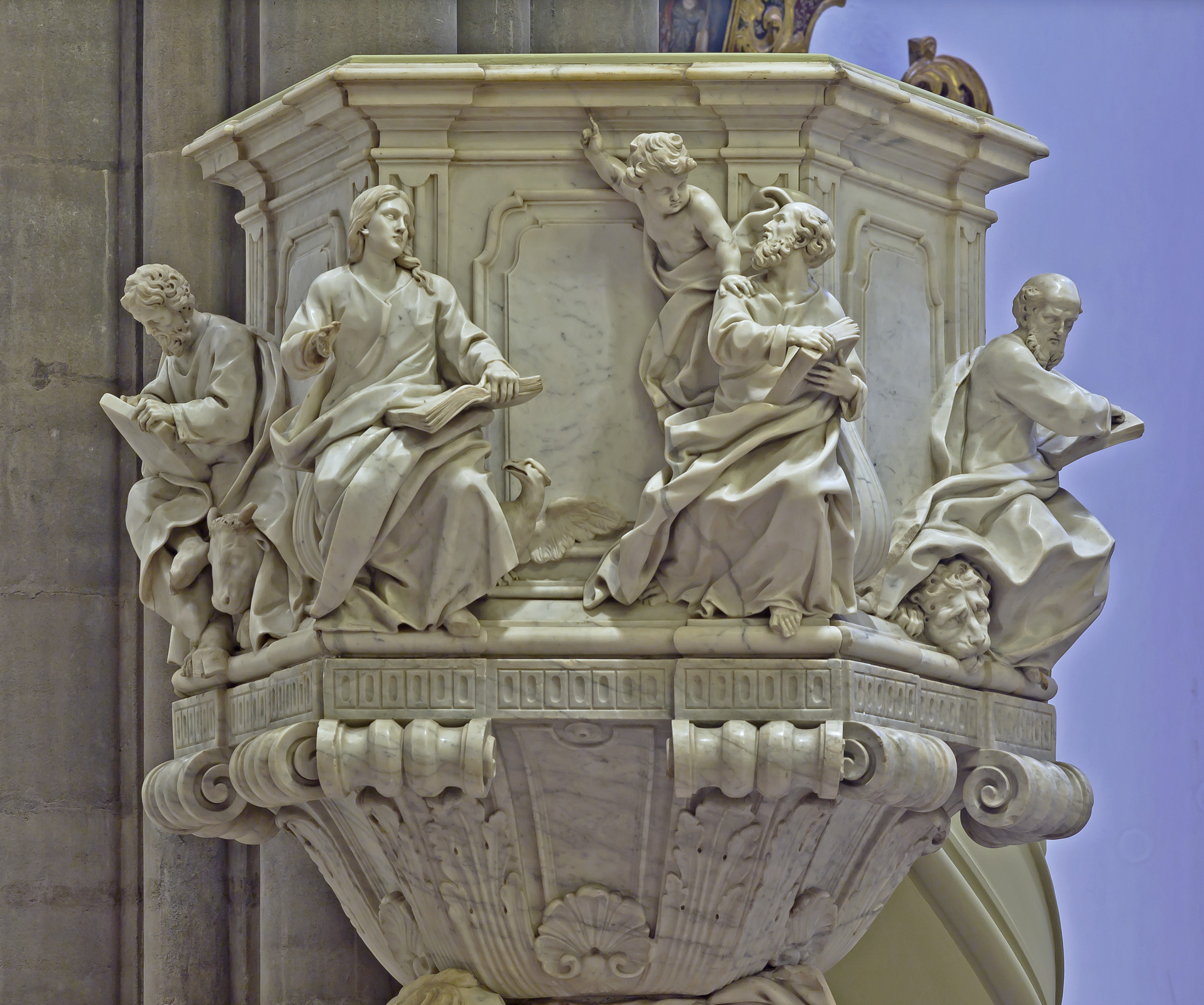
De izquierda a derecha: San Lucas, San Juan, San Mateo y San Marcos.